# Hi-Hat

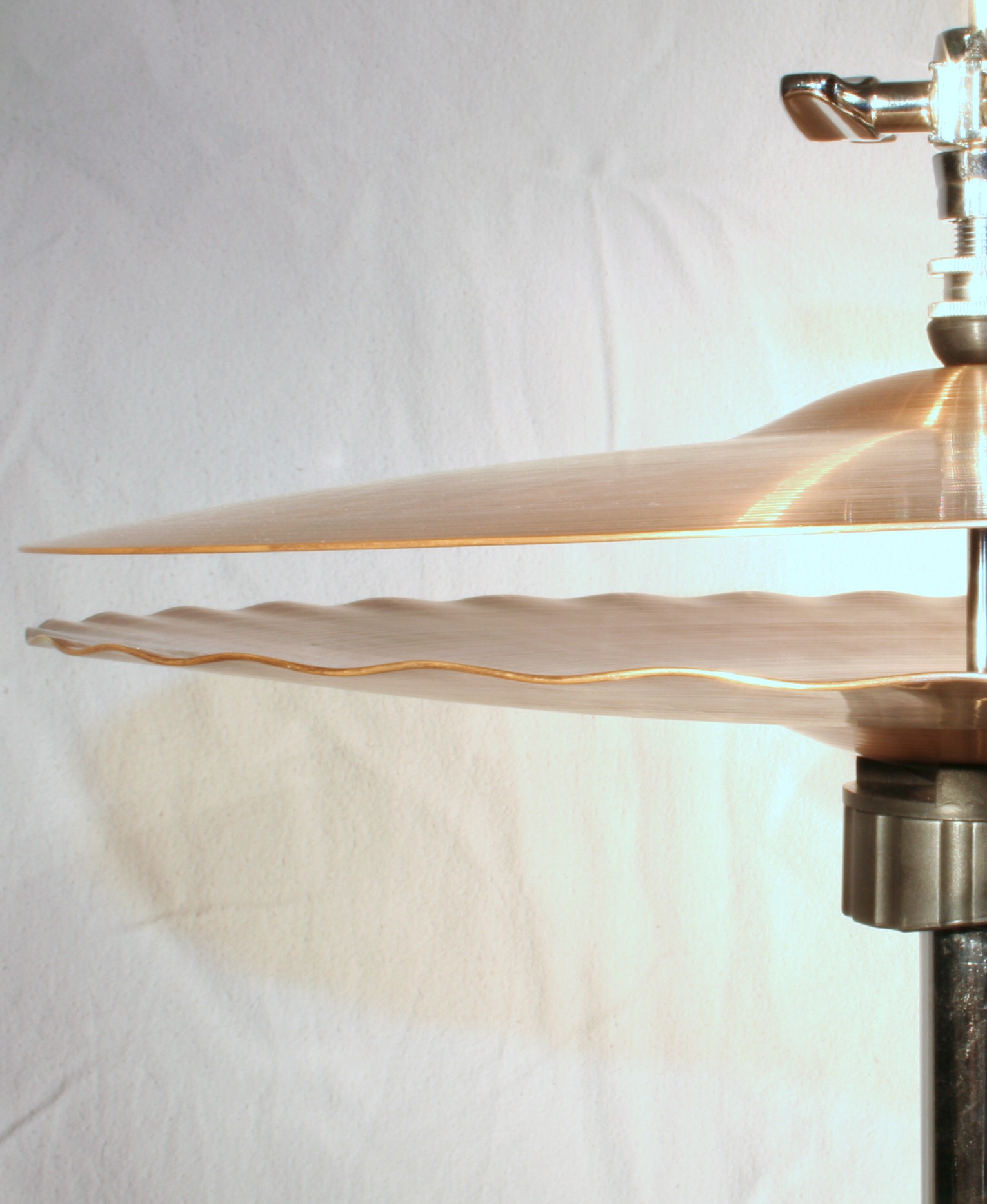
Sound-Edge-Hi-Hat von Paiste

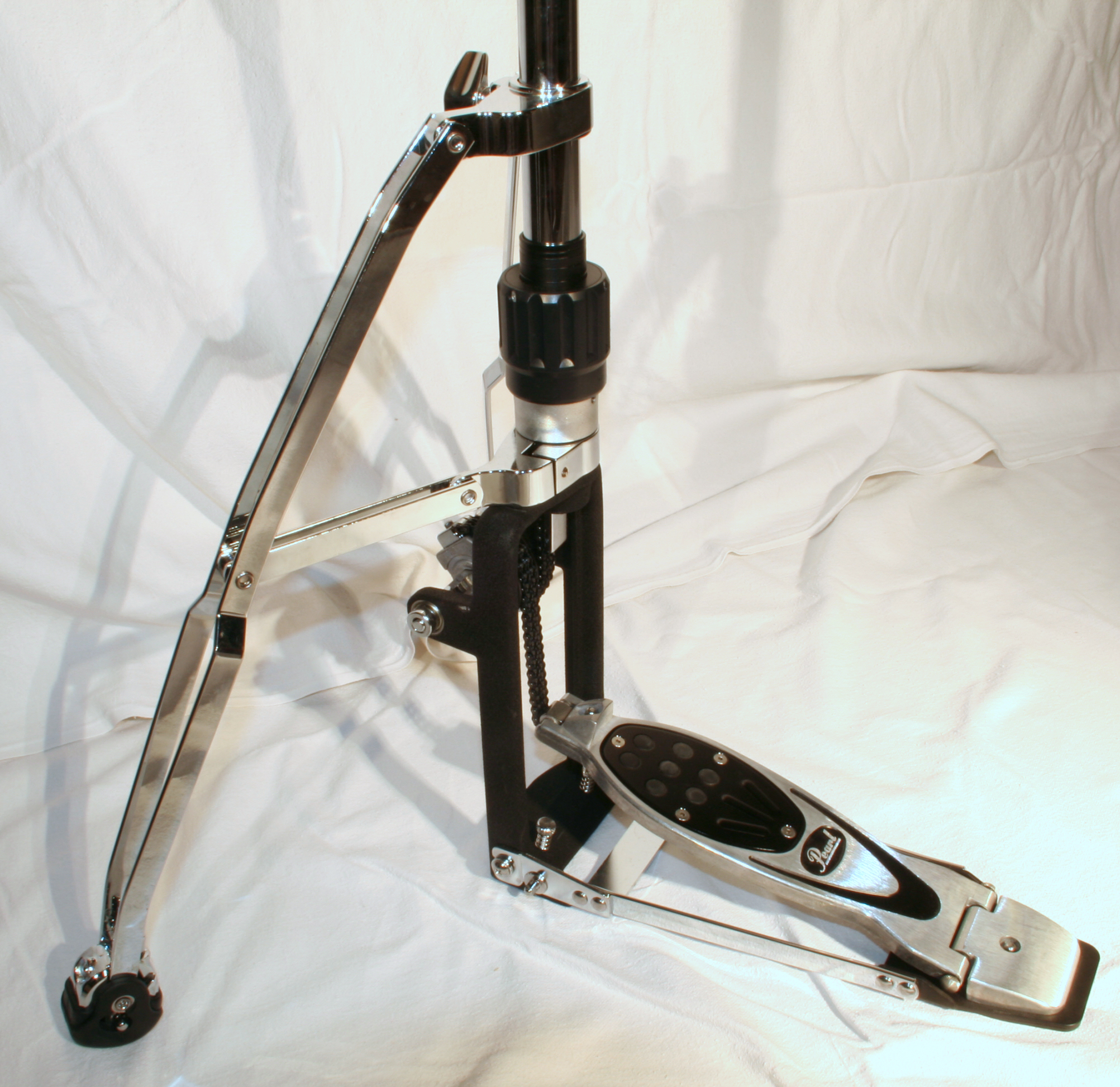
Mechanik einer Hi-Hat-Maschine (hier Pearl)

Die Hi-Hat ist ein Teil eines Schlagzeugs und ermöglicht dem Schlagzeuger das Aneinanderschlagen von Becken in der Art der Paarbecken ohne Einsatz der Hände.
Jo Jones entwickelte die moderne Spielweise der Hi-Hat, in der die sich öffnenden und schließenden Becken mit den Stöcken bespielt werden.

## Entwicklung
Die Hi-Hat entwickelte sich in den 1920er-Jahren aus der „Charleston-Machine“, die vom Prinzip her ähnlich funktionierte, jedoch einen sehr niedrigen Ständer und somit eine tiefe Beckenposition besaß, der ein Bespielen der Becken mit Sticks nicht zuließ, deshalb auch die Bezeichnungen „Low-Hat“ oder „Low-Sock“. Der Entwicklungsschritt zur heutigen Hi-Hat wird dem Schlagzeuger Vic Berton zugeschrieben, der die Hi-Hat allerdings nicht patentieren ließ.

## Aufbau
Die Hi-Hat besteht aus einem Becken-Paar, das horizontal auf einem Ständer mit einem Pedal montiert ist. Dies ermöglicht durch einen Federzug ein Öffnen und Schließen der Hi-Hat mit dem linken Fuß im Standard-Set-up.
Der Aufbau und die Mechanik der Hi-Hat können variieren. So gibt es Hi-Hat-Mechaniken, die im direkten Zug arbeiten – bei ihnen ist das Pedal direkt mit dem Federzug verbunden. Hochwertige Hi-Hats lenken die Fußkraft über eine Umlenkrolle auf die Zugstange um. Diese Führungssysteme können unterschiedlich geformt und austauschbar sein. Je nach Form der Kettenführung verändert sich das Spielgefühl und somit der Sound. Das Spielgefühl hängt auch von der Federspannung des Zuges ab, bei hochwertigen Geräten ist auch diese veränderbar.
Die klassische Hi-Hat-Maschine besitzt drei meist doppelstrebige Beine mit gummierten Füßen. Die Füße sind meist auch mit Spikes ausgerüstet. Modernere Varianten sind auch mit nur zwei drehbaren Füßen und einer Bodenplatte des Pedals für eine ausreichende Standfestigkeit erhältlich. Diese zweibeinige Ausführung oder zumindest eine Verdrehbarkeit der Fußstreben werden benötigt, wenn neben der Hi-Hat das zweite Pedal einer Doppelfußmaschine für Einzelbassdrums Platz finden soll.
Das obere der beiden Becken („Top“) ist mit einem sogenannten Clutch an der Zugstange befestigt. Auch hier gibt es verschiedene Formen. Der klassische Clutch wird in der Öffnung verschraubt und über die Zugstange geführt. Er ist fest mit ihr durch eine Schraube verbunden. Der Drop-Clutch kommt beim Spiel mit der Doppelfußmaschine zum Einsatz. Durch ihn ist es dann möglich, die Hi-Hat zu schließen, wenn beide Füße die Bassdrum bedienen. Der Drop-Clutch besitzt einen Hebel, der durch einen Schlag mit dem Stick die Verbindung zur Zugstange löst und das obere Becken auf das untere („Bottom“) fallen lässt. Somit ist die Hi-Hat auch ohne Bedienung des Pedals geschlossen. Bei einem Tritt auf das Pedal greift der Haken das obere Becken wieder und die Hi-Hat funktioniert in gewohnter Weise.

## Klangerzeugung
Das Schließen der Hi-Hat-Becken mit dem Pedal erzeugt einen vergleichsweise leisen Klang ähnlich dem einer Cabasa („chick“). Im traditionellen Jazz ist es üblich, damit die Zählzeiten „2“ und „4“ zu markieren. Die Hi-Hat-Glocke wird im Gegensatz zur Ride-Glocke seltener eingesetzt, beispielsweise im Industrial Rock.

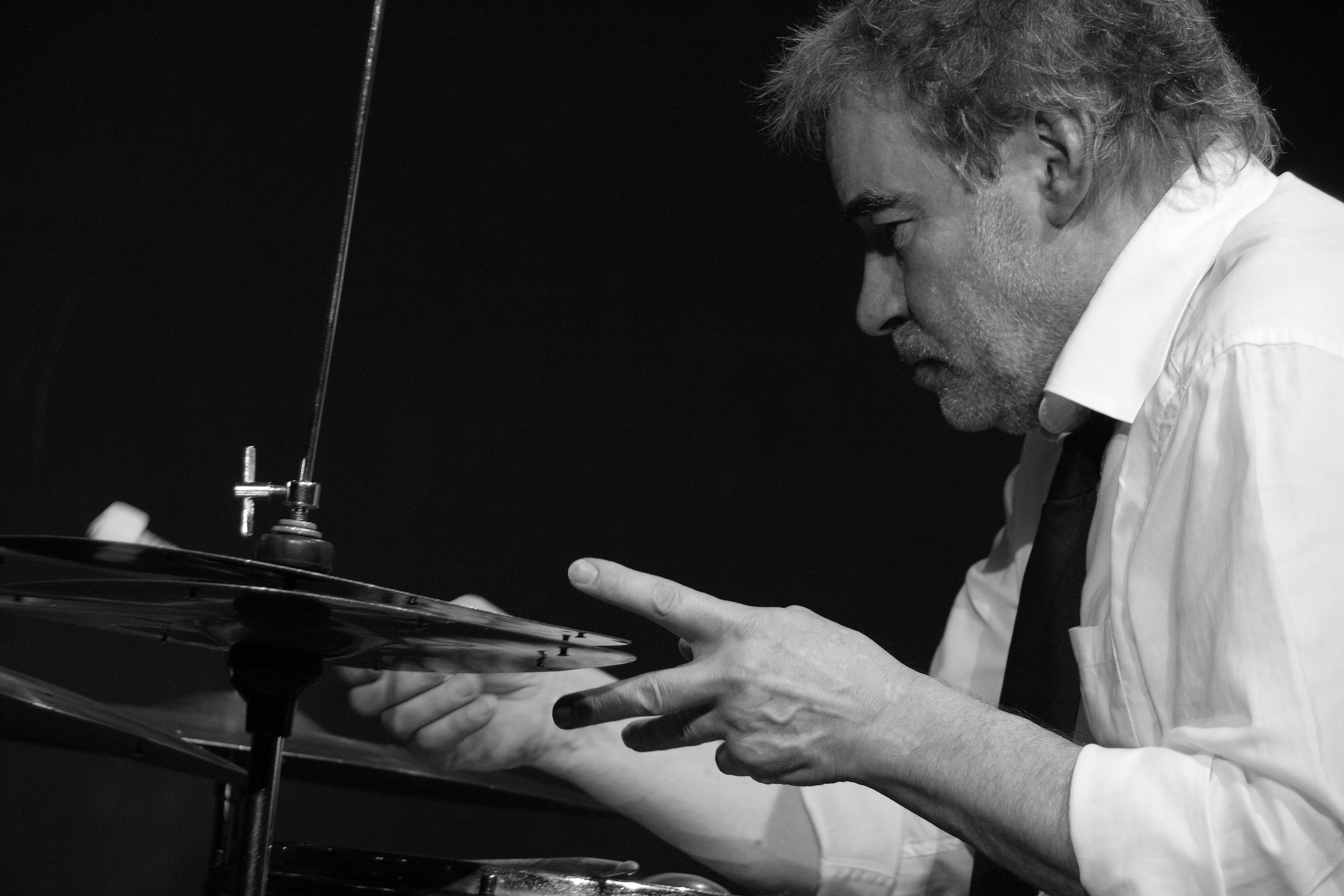
Unkonventionelles Abdämpfen der Obertöne durch Paul Lovens

In moderner Musik werden die vielen Möglichkeiten ausgenutzt, die sich durch das Anschlagen der Hi-Hat-Becken mit Sticks bei gleichzeitigem Einsatz des Pedals bieten: Das Anschlagen erzeugt im geschlossenen Zustand einen feinen Klang, im halboffenen Zustand einen raueren („rockigen“) Klang, im offenen Zustand einen lauten Klang ähnlich demjenigen eines Crash-Beckens. Besonders interessant klingt das Anschlagen der Becken in geöffnetem Zustand mit sofortigem Schließen, weil der Klang dabei „abgeschnitten“ wird – ein Markenzeichen des Phillysounds. Der Einsatz der geöffneten Hi-Hat auf unbetonten Zählzeiten (und das Schließen auf den betonten Zählzeiten) ist typisch für die Stile Reggae und Disco.
Je nach Stärke und Größe der Hi-Hat-Becken variiert auch der Klang. Je kleiner und dicker die Becken sind, desto schärfer und heller klingen sie. Die meisten Hi-Hats haben einen Durchmesser von 12 bis 15 Zoll, also etwa 30 bis 38 cm. Um ein schnelleres Entweichen der Luft zwischen dem Beckenpaar beim Schließen der Hi-Hat zu erreichen, gibt es Hi-Hat-Becken, bei denen der Rand des unteren Beckens gewellt ausgeführt ist. Diese Beckenform wurde zuerst von Paiste als „Sound Edge“ eingeführt. Andere Hersteller setzten dies auch mit mehreren Bohrungen oder Aussparungen („ReZo“ von Zildjian) im unteren Becken um, verwenden aber vermehrt auch den gewellten Rand des unteren Beckens (beispielsweise „Air Wave“ von Sabian, „Mastersound“ von Zildjian oder „Soundwave“ von Meinl).
Nur zwei Becken gleichen Durchmessers werden gepaart. Üblicherweise ist das obere Becken („Top“) dünner und damit leichter als das untere („Bottom“).